# Thompsoniana udei
Thompsoniana udei es una especie de escarabajo longicornio del género Thompsoniana, tribu Callichromatini, orden Coleoptera. Fue descrita científicamente por Schmidt en 1922.
El período de vuelo ocurre durante los meses de febrero, marzo, abril, mayo y junio.

## Descripción
Mide 22 milímetros de longitud.

## Distribución
Se distribuye por Indonesia (Sumatra).